# 사카피솔라섬
사카피솔라(이탈리아어: Sacca Fisola, 베네토어: Saca Fìxoła)는 베네치아 석호들 중 하나이다.

## 지리
사카피솔라는 주데카섬의 서쪽에 위치해 있다.

## 축제와 일정
매주 수요일마다 장이 열린다.

## 갤러리

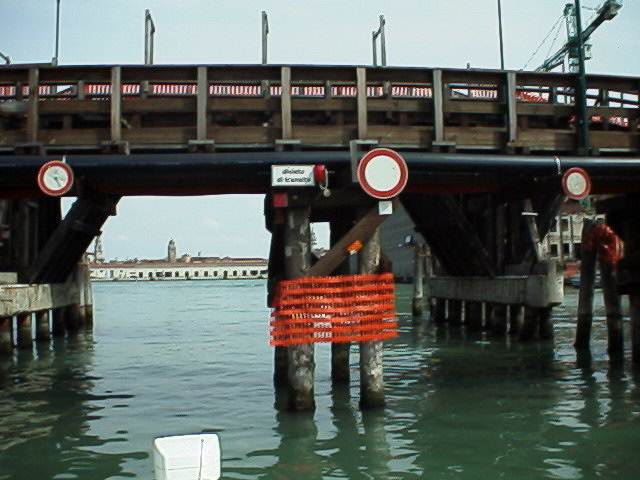
사까 피솔라와 지우데카를 잇는 다리
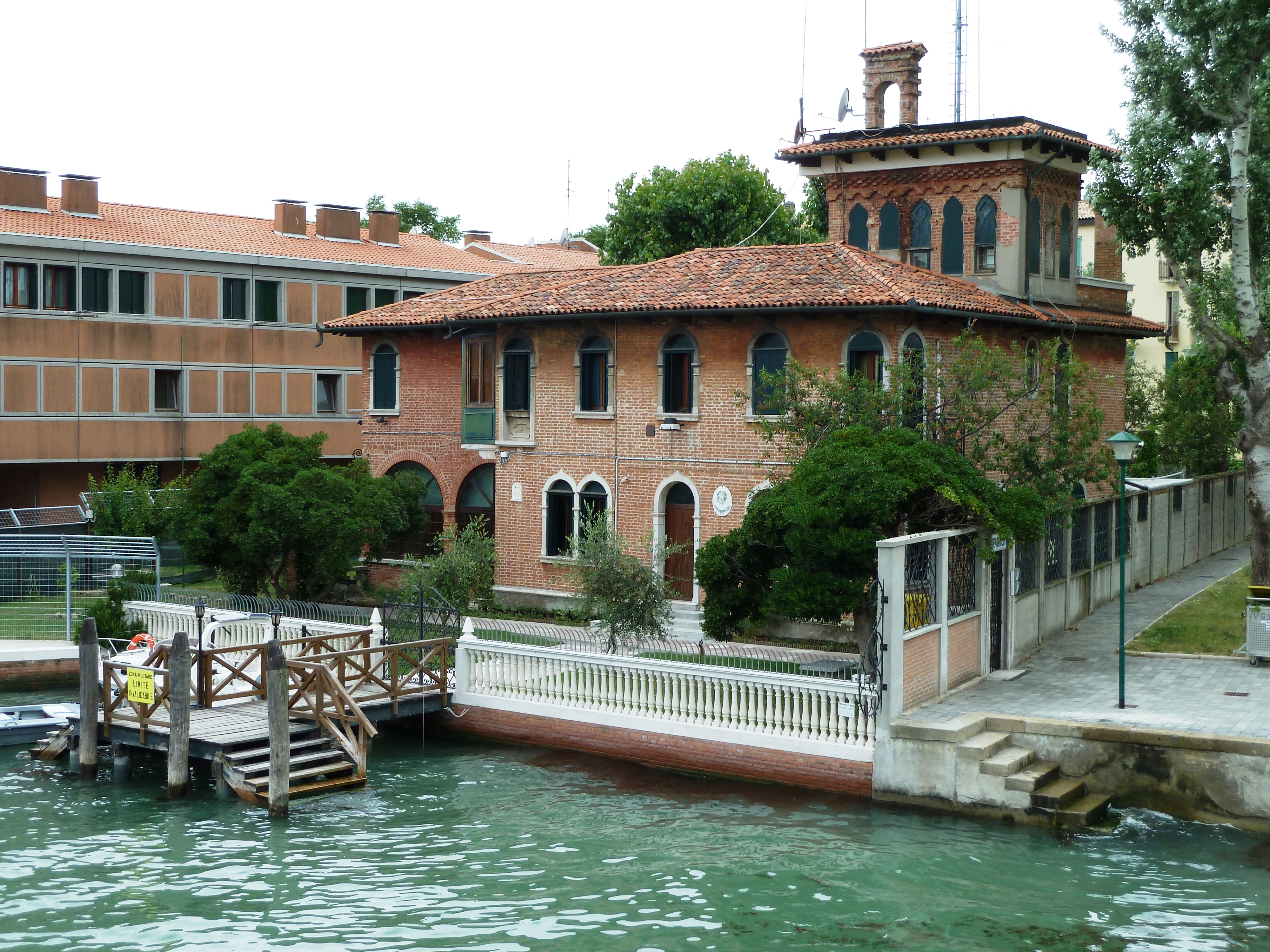
방범대
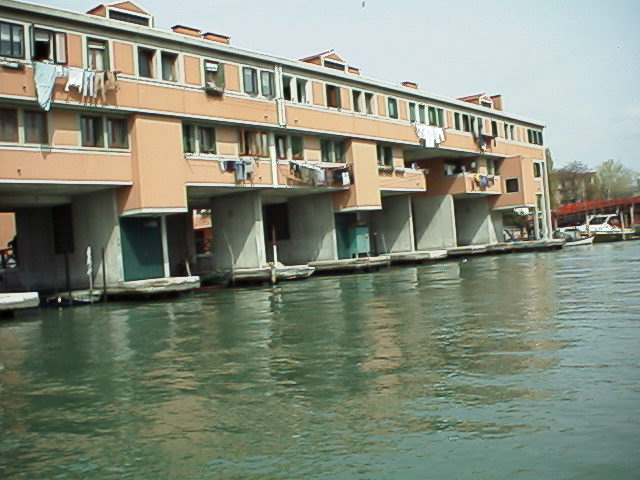
집들
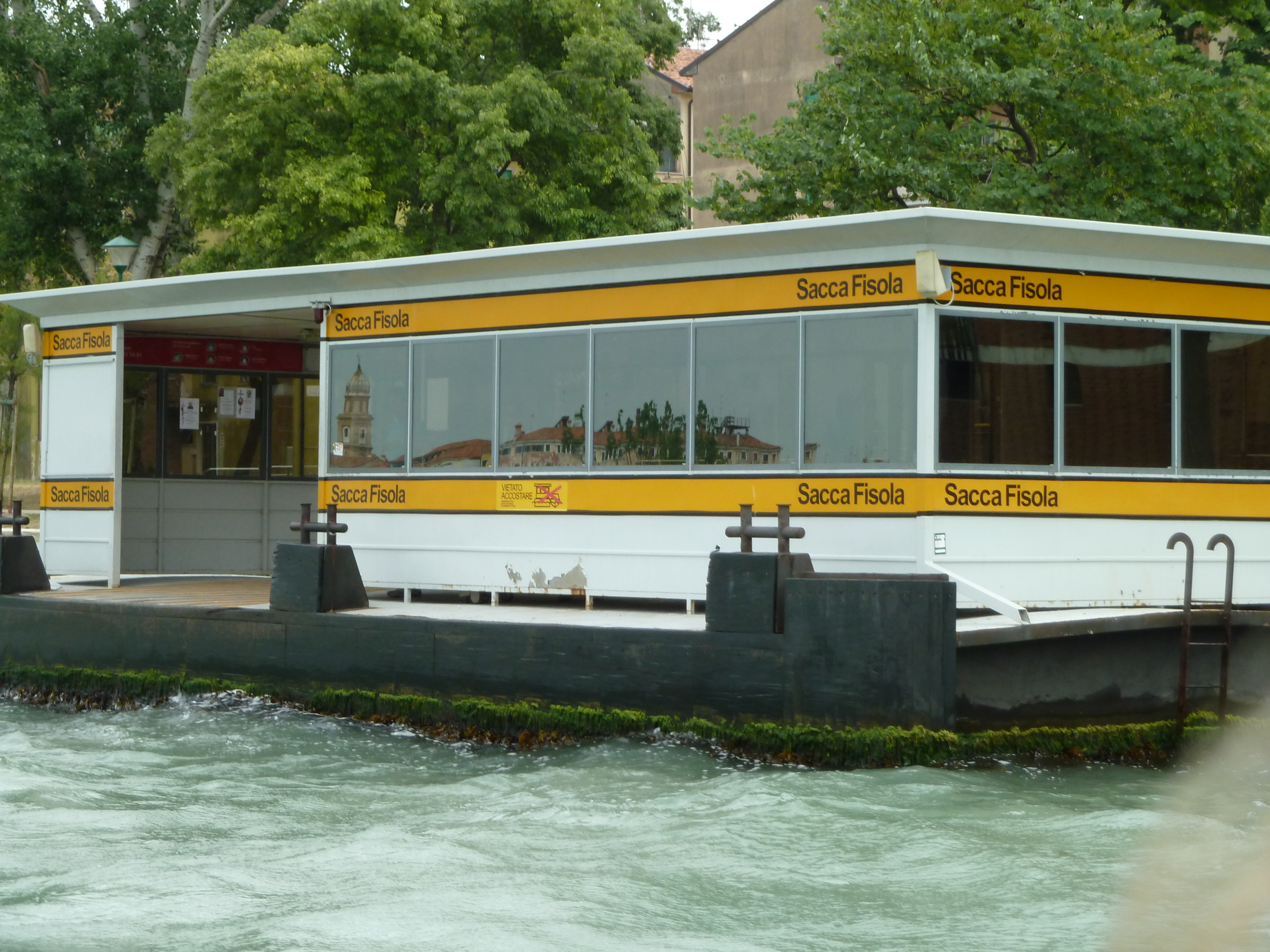
보트 정류장